# Spike Jonze
Adam Spiegel (New York City, 1969. október 22.–) ismertebb nevén Spike Jonze (ejtsd: mint a "Jones" nevet) Oscar- és Golden Globe-díjas amerikai filmrendező, fényképész, zenész és színész. Filmeket, gördeszkás videókat, tévésorozatokat, videoklipeket és reklámokat készít.

## Élete és pályafutása
Adam Spiegel néven született New Yorkban, Arthur H. Spiegel III és Sandra L. Granzow gyermekeként. Apja zsidó származású. Arthur Spiegel unokája, és Joseph Spiegel ük-ük-ükunokája. Jonze szülei elváltak, amikor kisgyerek volt, apja ezután újból megházasodott. Jonze a Maryland állambeli Bethesdában nőtt fel. Testvére Sam Spiegel, aki producerként és DJ-ként dolgozik. A Walt Whitman High School tanulója volt. Szabadideje nagy részét egy bethesdai boltban töltötte, melynek tulajdonosa, Mike Henderson "Spike Jonze"-nak nevezte, amely utalás a szatirikus zenekarvezetőre, Spike Jonesra.
16 éves korában a marylandi Rockville-ben található BMX-boltban kezdett dolgozni, ahol barátságot kötött a Freestylin' Magazine szerkesztőivel,  Mark Lewmannel és Andy Jenkins-szel. A páros meghívta őt fényképésznek a magazinhoz, ő pedig Kaliforniába költözött, hogy fényképész állást folytasson. Jonze a  Club Homeboy nevű nemzetközi BMX klub alapítója, Lewmannel és Jenkins-szel együtt. Ők hárman alapították a Homeboy és a Dirt magazinokat is. Utóbbi a Sassy nevű lányoknak szóló magazin fiúknak szóló változata.

## Magánélete
1999-ben házasodott össze Sofia Coppolával. 1992-ben találkozott vele a Sonic Youth 100% című dala klipjének forgatásán. 2003-ban elváltak, nézeteltérések miatt.
2005-ben Karen O énekesnővel járt, de hamar megszakadt a kapcsolatuk. A People szerint Drew Barrymore színésznővel is járt 2007-ben. 2010-ben Kikucsi Rinko színésznővel járt, és kis ideig New Yorkban éltek. 2011-ben elváltak.

## Filmográfia
| Év   | Magyar cím                            | Eredeti cím                     | Feladatkör | Feladatkör | Feladatkör |
| Év   | Magyar cím                            | Eredeti cím                     | Rendező    | Író        | Producer   |
| ---- | ------------------------------------- | ------------------------------- | ---------- | ---------- | ---------- |
| 1999 | A John Malkovich menet                | Being John Malkovich            | Igen       | Nem        | Nem        |
| 2001 | Libidó – Vissza az ösztönökhöz        | Human Nature                    | Nem        | Nem        | Igen       |
| 2002 | Jackass: A vadbarmok támadása         | Jackass: The Movie              | Nem        | Igen       | Igen       |
| 2002 | Adaptáció                             | Adaptation                      | Igen       | Nem        | Nem        |
| 2006 | Jackass második rész                  | Jackass Number Two              | Nem        | Igen       | Igen       |
| 2007 |                                       | Jackass 2.5                     | Nem        | Igen       | Igen       |
| 2008 | Kis-nagy világ                        | Synecdoche, New York            | Nem        | Nem        | Igen       |
| 2009 | Ahol a vadak várnak                   | Where the Wild Things Are       | Igen       | Igen       | Nem        |
| 2010 | Jackass 3D                            | Jackass 3D                      | Nem        | Igen       | Igen       |
| 2011 |                                       | Jackass 3.5                     | Nem        | Igen       | Igen       |
| 2013 | A nő                                  | Her                             | Igen       | Igen       | Igen       |
| 2013 | A Jackass bemutatja: Rossz nagyapó    | Jackass Presents: Bad Grandpa   | Nem        | Igen       | Igen       |
| 2014 | A Jackass bemutatja: Rossz nagyapó .5 | Jackass Presents: Bad Grandpa.5 | Nem        | Igen       | Igen       |
| 2020 | Kilenc nap                            | Nine Days                       | Nem        | Nem        | Vezető     |
| 2021 | Emlékeztetsz valakire                 | You Resemble Me                 | Nem        | Nem        | Vezető     |
| 2022 | Mindörökké Jackass                    | Jackass Forever                 | Nem        | Igen       | Igen       |